# Kolej Cukrowni Ostrowite
Kolej Cukrowni Ostrowite – rozebrana w 2012 roku kolej wąskotorowa w województwie kujawsko-pomorskim. Kolej w latach 1988–2011 figurowała w rejestrze zabytków.

## Linia Ostrowite Cukrownia – Brodnica Wąskotorowa
W dniu 6 maja 1919 roku Cukrownia Ostrowite uzyskuje zezwolenie Ministerstwa Kolei Żelaznych nr 44970/4467 na budowę linii kolejowej na trasie Wola – Ostrowite – Wompielsk (dziś Wąpielsk) – Osiek, ale w lipcu 1922 Cukrownia decyduje się na zaniechanie budowy linii na odcinku Wąpielsk – Osiek i poprowadzenie dalej szlaku w kierunku Brodnicy. W 1923 roku rozpoczęto prace, którymi kierował inż. Sudnik. Trwały one trzy lata. Po drodze wzniesiono dwa mosty z bali drewnianych – nad Drwęcą i Rypienicą. Zbudowano 10 stacji i ładowni, z czego jedna – w Dobrem, została zlikwidowana już w 1935 roku. W Wąpielsku odchodziło odgałęzienie do Półwieska Małego.
Cała linia miała długość około 30 km i biegła przez tereny znacznie bardziej urozmaicone krajobrazowo, niż odcinek do Wojnowa. Wykorzystywano ją nie tylko do zwózki buraków i odwożenia wysłodków, ale także do transportu gotowego cukru, węgla i zaopatrzenia cukrowni. Na całej trasie zastosowano filigranowe szyny typu S10 oparte na podkładach sosnowych. W okresie międzywojennym prowadzono na linii także okazjonalny ruch pasażerski za pomocą dwóch wagonów parowych. W okresie między opuszczeniem cukrowni przez Niemców a uruchomieniem jej przez Polaków, skradziono część podkładów i część szyn, jednak w 1945 roku szybko je uzupełniono. Wybudowano przy okazji nową ładownię w Szczutowie. W 1946 roku zlikwidowano jedną z dwóch ładowni w Ruszkowie. W 1948 roku most nad Rypienicą zmodernizowano, zmieniając jego konstrukcje na stalową oraz wymieniono szyny na całej długości linii na cięższe, typu S42. W ramach planu sześcioletniego zmodernizowano także most nad Drwęcą, zmieniając, tak jak w przypadku mostu nad Rypienicą, jego konstrukcję na stalową.
Największe przewozy na linii miały miejsce w latach 50.; w latach 60. znacznie spadły, a w połowie lat 70. pojawił się pomysł zlikwidowania kolejki. Zlikwidowano linię do Wojnowa, ale z powodu braku otrzymania przez PKS planowanego przydziału samochodów likwidację linii odwleczono o rok – i to wystarczyło, gdyż okazało się, że przyjęto zły sposób obliczania rentowności linii. Kryzys paliwowy w latach 80. spowodował wzrost zainteresowania transportem kolejką. W 1988 roku wpisano całą linię do rejestru zabytków, a rok później cukrownię przejął Sugarpol. Nowy właściciel zdecydował się zwolnić pracowników torowych. Z tego powodu stan linii uległ znacznemu pogorszeniu. Podczas kontroli 17 maja 1991 roku inspektorzy Północnej DOKP zdecydowali się zawiesić ruch na kolejce, ustalając termin naprawy toru i osygnalizowania taboru na 31 marca 1992 roku.
5 października 1992 roku zabrano wszystkie wagony ze stacji Brodnica Wąskotorowa i zdecydowano się zawiesić ruch na trasie Brodnica Wąskotorowa – Wąpielsk. W trakcie kampanii cukrowniczej 1992 wykorzystywano jeszcze kolejkę na trasie Ostrowite – Wąpielsk. Ostatni pociąg, z 24 wagonami buraków, przejechał po tym odcinku 14 listopada 1992 roku. W transporcie wewnętrznym wykorzystywano kolejkę jeszcze przez 6 lat, do 1998 roku. Wówczas sprzedano obie lokomotywy WLs150 na Bieszczadzką Kolej Leśną i rozebrano cały układ torowy stacji Ostrowite Cukrownia. Wpis do rejestru zabytków uchronił resztę linii przez rozbiórką, ale nie przed rozkradaniem. Z czasem linia zarosła, co utrudniło i w znacznym stopniu ukróciło ten proceder. Jednakże w 2011 roku linia została wykreślona z rejestru zabytków i rozebrano po 1700 mb toru w obie strony od stacji Wąpielsk. W sierpniu 2012 roku rozpoczęto całkowitą rozbiórkę linii i ukończono ją w połowie września.
| Stacja/ładownia      | Kilometr | Miejscowość  | Rok otwarcia | Rok zamknięcia |
| -------------------- | -------- | ------------ | ------------ | -------------- |
| Ostrowite Cukrownia  | 0        | Ostrowite    | 1926         | 1998           |
| Dobre                | 2        | Dobre        | 1926         | 1935           |
| Radomin              | 4        | Radomin      | 1926         | 1992           |
| Szczutowo            | 7        | Szczutowo    | 1945         | 1992           |
| Ruszkowo I           | 8        | Ruszkowo     | 1926         | 1946           |
| Ruszkowo II          | 9        | Ruszkowo     | 1926         | 1992           |
| Wąpielsk             | 13       | Wąpielsk     | 1926         | 1992           |
| Radziki Małe         | 15       | Radziki Małe | 1926         | 1991           |
| Łapinóż              | 17       | Łapinóż      | 1926         | 1991           |
| Kominy               | 19       | Kominy       | 1926         | 1991           |
| Szabda               | 23       | Szabda       | 1926         | 1952           |
| Brodnica Wąskotorowa | 30       | Brodnica     | 1926         | 1991           |

## Linia Dobre – Wojnowo

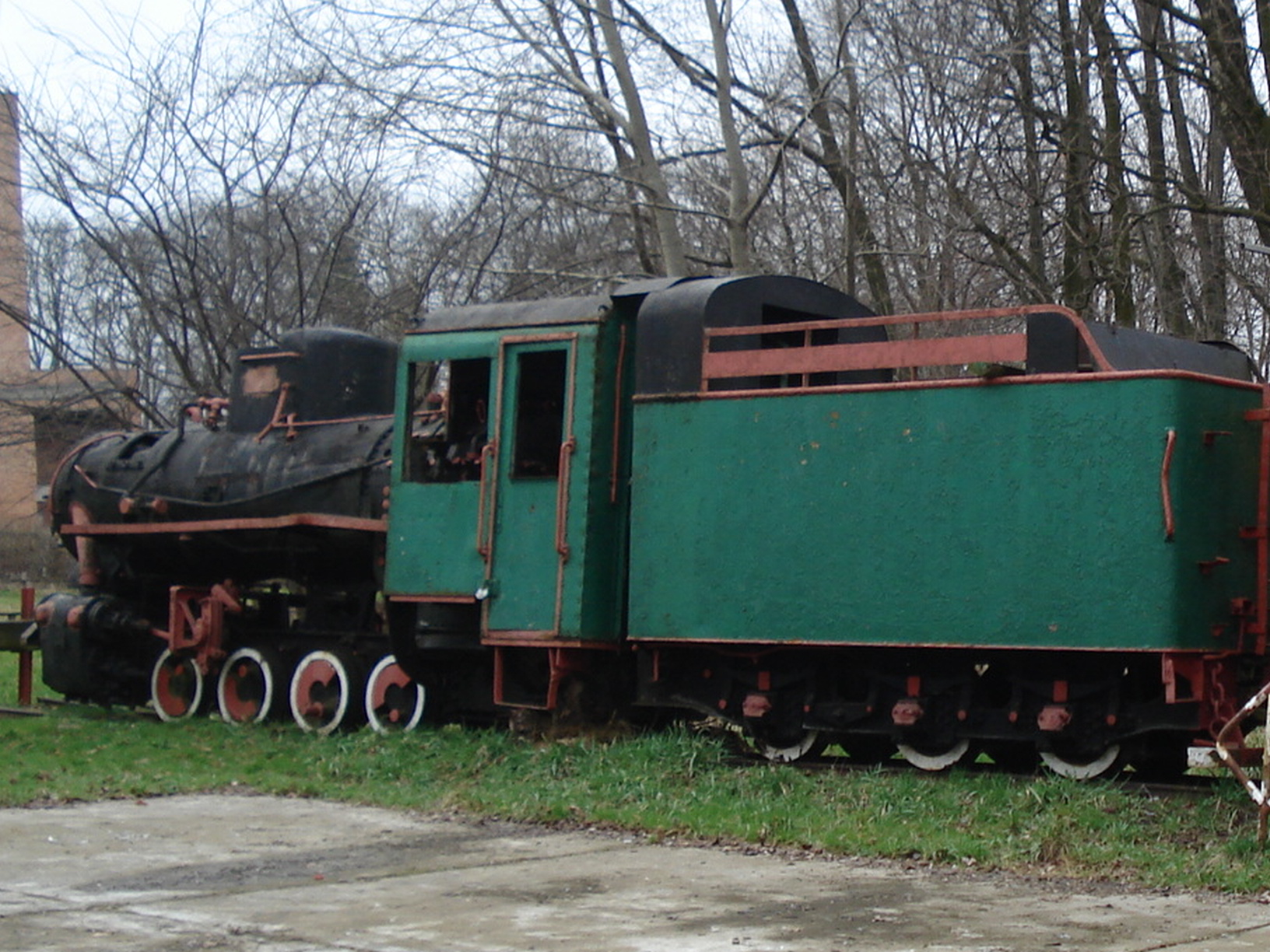
Parowóz Kp4-2 jako pomnik w Ostrowitem

Budowę linii z Dobrego do Wojnowa rozpoczęto w 1923 roku. Prace, którymi kierował inż. Sudnik, trwały dwa lata i już podczas kampanii cukrowniczej 1925 linia była czynna. Na trasie o długości 12 km zorganizowano trzy ładownie, w 1952 roku pojawiła się czwarta, w Rużu. Na wszystkich ładowniach (z wyjątkiem Ruża) były umieszczone mijanki, a na stacji końcowej w Wojnowie stał budynek, który pełnił rolę biura punktu skupu buraków. Obecnie jest on przekształcony w dom mieszkalny. Na linii zastosowano drewniane podkłady i filigranowe szyny. W trakcie II wojny światowej rozkradziono wiele podkładów i zużyto je jako opał, dlatego kolejka ruszyła dopiero w 1946 roku, gdy naprawiono tor. Dwa lata później wymieniono filigranowe szyny na cięższe, typu S42, z racji tego, że stare nie były w stanie wytrzymać znacznie większego ruchu, niż przed wojną. Linię wykorzystywano w celu zwózki buraków do cukrowni oraz zwrotu wysłodków do plantatorów. Typowo rolniczy charakter linii przyczynił się do jej likwidacji. Obliczono, że tańszy będzie transport samochodowy, więc w 1976 roku zamknięto i rozebrano cały odcinek z Dobrego do Wojnowa, a szyny zostały sprzedane miejscowym rolnikom. Popełniono jednak błąd w obliczeniach – wliczono koszty amortyzacji dawno zamortyzowanej linii, mimo to nie odbudowano jej. Obecnie starotorzem jest poprowadzonych wiele dróg lokalnych.
| Stacja/ładownia | Kilometr | Miejscowość | Rok otwarcia | Rok zamknięcia |
| --------------- | -------- | ----------- | ------------ | -------------- |
| Dobre           | 7        | Ugoszcz     | 1925         | 1976           |
| Giżynek         | 9        | Giżynek     | 1925         | 1976           |
| Ruże            | 11       | Ruże        | 1952         | 1976           |
| Wojnowo         | 12       | Wojnowo     | 1925         | 1976           |

## Linia Wąpielsk – Półwiesk Mały
Linię wybudowano w 1926 roku. Było to czterokilometrowe odgałęzienie do folwarku w Półwiesku Małym. Wykorzystywano je w celu zaopatrzenie folwarku oraz transportu płodów rolnych do Ostrowitego lub na stacje w Brodnicy. Po wojnie folwark rozparcelowano, więc linia straciła rację bytu i ją rozebrano, a materiał torowy wykorzystano w celu uzupełnienia ubytków na pozostałych odcinkach kolejki.
| Stacja/ładownia | Kilometr | Miejscowość   | Rok otwarcia | Rok zamknięcia |
| --------------- | -------- | ------------- | ------------ | -------------- |
| Półwiesk Mały   | 4        | Półwiesk Mały | 1926         | 1945           |

## Zaplecze techniczne
Kolejka posiadała rozbudowane zaplecze techniczne. Na stacji Ostrowite Cukrownia znajdowała się pięciostanowiskowa, prostokątna parowozownia, wybudowana w 1900 roku, wówczas jako stajnia. W 1945 roku jedno ze stanowisk parowozowni przekształcono w kuźnię. Studnie do wodowania parowozów, obsługiwane pulsometrem, znajdowały się w Ostrowitem, Radominie, Wąpielsku, Łapinożu i Kominach, a na stacji Brodnica Wąskotorowa umieszczono żuraw wodny. Nigdzie natomiast nie było żurawia do ładowania węgla, zawsze robiono to ręcznie.

## Linie planowane

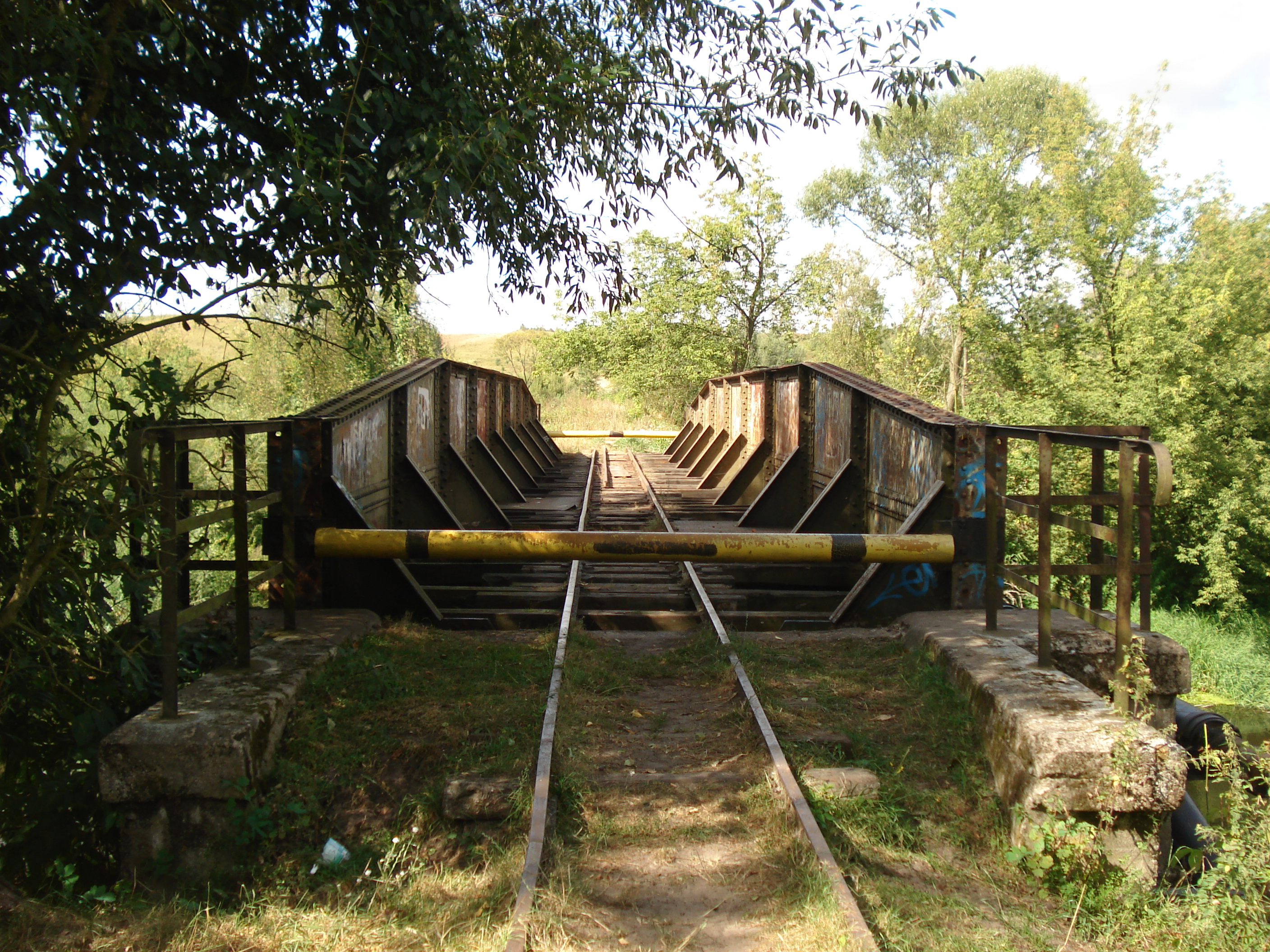
Most Kolei Cukrowni Ostrowite na Drwęcy

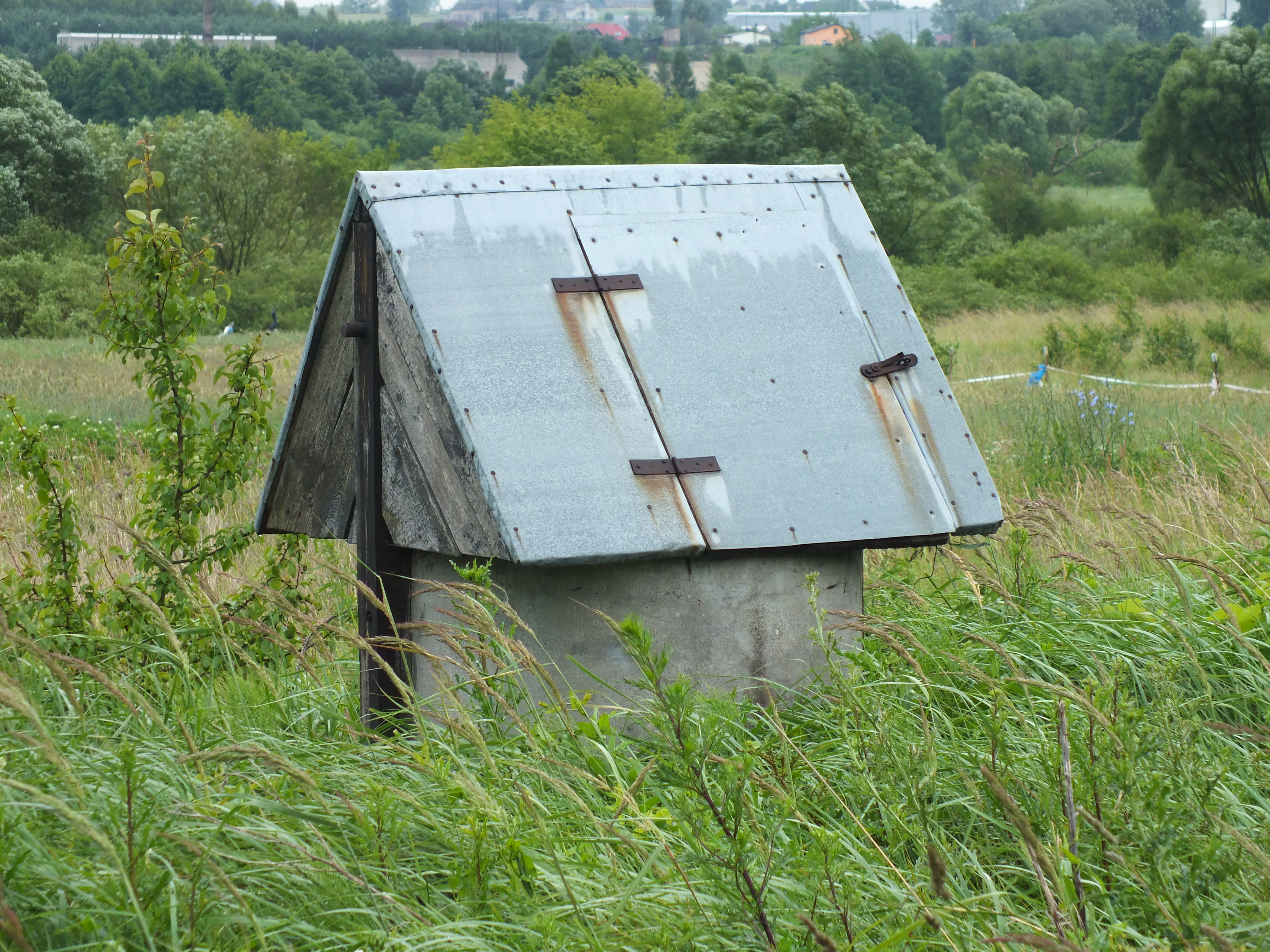
Studnia do wodowania parowozów Kolei Cukrowni Ostrowite w Szabdzie

W latach 20. planowano przedłużyć linię od Wojnowa aż do wsi Wola, przez którą przebiegała wąskotorowa linia o prześwicie szyn 600mm z Torunia do Sierpca (którą w 1937 roku przekuto na szerokość 1435 mm, obecnie to linia kolejowa nr 27). Planowano także wybudowanie linii biegnącej ze wsi Gorczeniczka (pomiędzy Radzikami Małymi a Łapinożem) do Jastrzębia z odgałęzieniami do Świedziebni i Dzierżna. Cukrownia jednak zrezygnowała z budowy obu linii z powodów finansowych.

## Tabor
| Model  | Producent          | Nr fabryczny | Rok dostawy       | Nazywany   |
| ------ | ------------------ | ------------ | ----------------- | ---------- |
| Cn2t   | Orenstein & Koppel | ?            | 1923              | Panienka   |
| Cn2t   | Orenstein & Koppel | ?            | 1924              | Brukowiec  |
| Cn2t   | Orenstein & Koppel | ?            | 1926              | Klempa     |
| Bn2t   | Orenstein & Koppel | ?            | 1928              | Kogucik    |
| Ryś    | Fablok, Chrzanów   | ?            | 1946              | Demokratka |
| Las    | Fablok, Chrzanów   | ?            | 1956              | Rozkop     |
| Kp4    | Fablok, Chrzanów   | 3762         | 1957              | Kapeć nr 1 |
| Kp4    | Fablok, Chrzanów   | 3792         | 1957              | Kapeć nr 2 |
| Wls150 | Fablok, Chrzanów   | 7616         | 1967              | Małgosia   |
| Wls150 | Fablok, Chrzanów   | 7639         | 1984 (prod. 1968) | Jaś        |